# Pediomelum esculentum
Pediomelum esculentum (лат.) — многолетнее травянистое растение, вид рода Pediomelum семейства Бобовые (Fabaceae). Произрастает в прериях и сухих редколесьях центральной части Северной Америки. Растение с крахмалистым клубневым корнем, съедобный корнеплод, который продолжает оставаться одним из основных продуктов питания индейцев Великих равнин.

## Описание

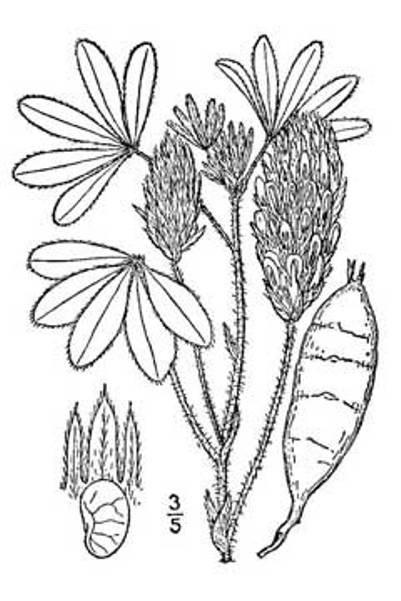
Листья, цветки и корнеплод Pediomelum esculentum

Это многолетнее растение, живущее от 3 до 6 и более лет[Stahnke, April; Hayes, Michelle; Meyer, Karen; Witt, Karla; Weideman, Jeanna; Fernando, Anne P.; Burrows, Rhoda; Reese, R. Neil (Mar 2008). «Pediomelum esculentum (Pursh) Rydb.: historical and modern use, propagation, and management of a new crop». Native Plants. 9 (1): 46-58.]. Весной из земли появляются несколько густо опушённых стеблей, достигающих 30 см с пальчато-сложными листьями, разделёнными на пять листочков. В начале лета растение производит обильные синие или фиолетовые цветки в конечных соцветиях 5-10 см. Плоды — сплющенные, тонкие стручки. Сбор урожая клубней происходит во время цветения. Цветки и цветоносы отламываются и исчезают вскоре после цветения, что затрудняет поиск растения. Растение вырастает из одного или нескольких крепких коричневых корней, которые образуют округлые, веретенообразные клубни примерно на 7-10 см ниже поверхности, каждый длиной от 4 до 10 см.

## Ареал и местообитание
Pediomelum esculentum произрастает на Великих равнинах от Манитобы на юг до Техаса и от Висконсина на запад до Монтаны. Предпочитает полное солнце и хорошо дренированную и каменистую или песчаную почву.

## В кулинарии
Как пища Pediomelum esculentum, называемая индейцами «прерийная репа», описывалась по-разному: «деликатес», «довольно съедобный» или «безвкусный и пресный». Барри Кей и Д. У. Муди описывают употребление её в пищу коренными американцами следующим образом: «они едят её сырой, или варят, или жарят на углях, или сушат, и измельчают в порошок, и готовят из неё суп. Большие количества хранятся в мешках из кожи буйвола для зимнего использования. Некий пудинг из муки из сушёных корней и ягод ирги (Ирга ольхолистная (Amelanchier alnifolia)) после совместного кипячения очень приятен на вкус и является любимым блюдом».
Корень можно очистить и есть сырым или приготовленным. Сушёный корень можно измельчить в муку, а затем отварить с ягодами ирги (Amelanchier alnifolia), чтобы получился сладкий пудинг.
Мука из корней часто используется в качестве «секретного ингредиента» в современных индейских рецептах жареного хлеба.

## Галерея

Pediomelum esculentum
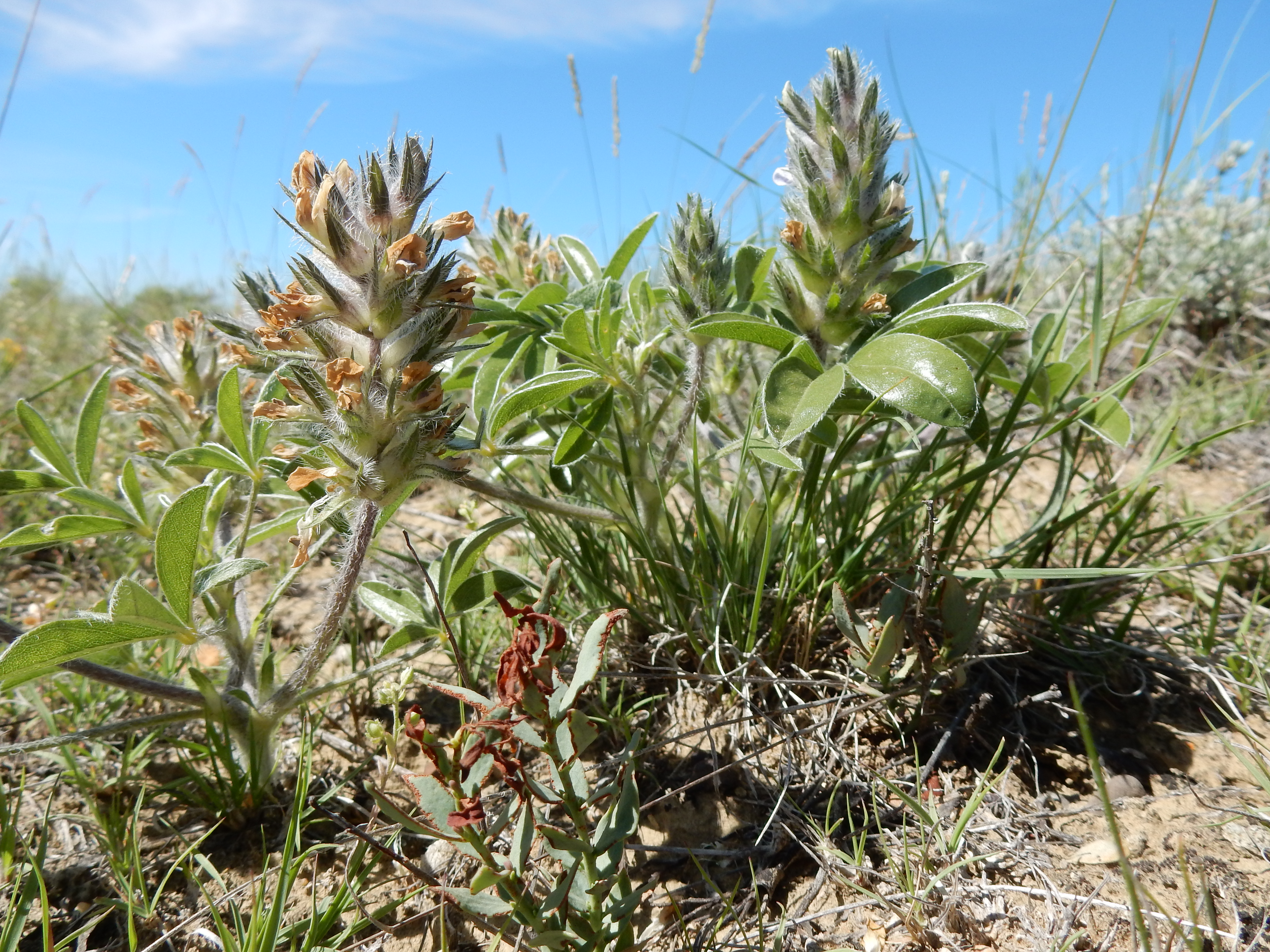
В природе
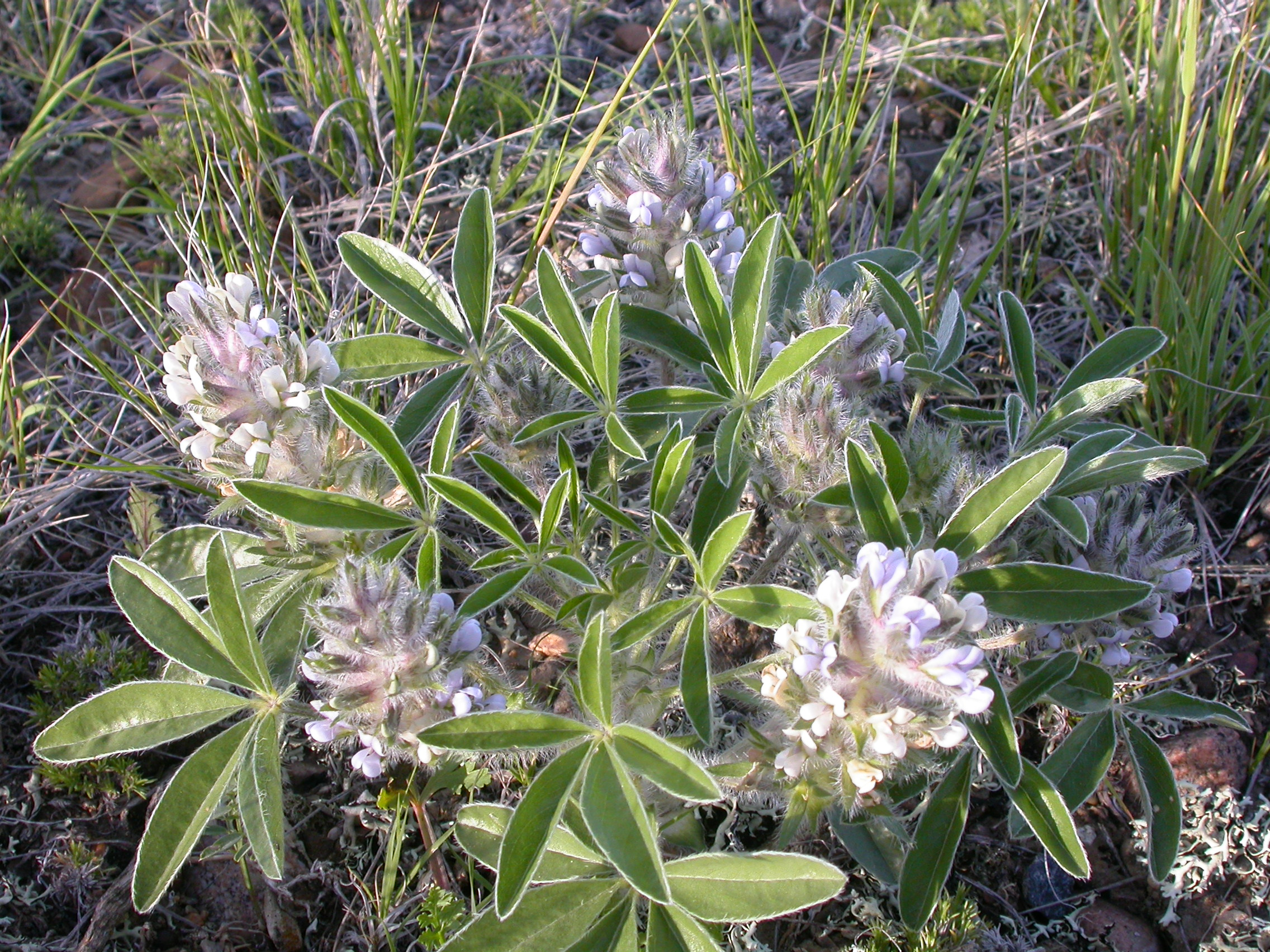
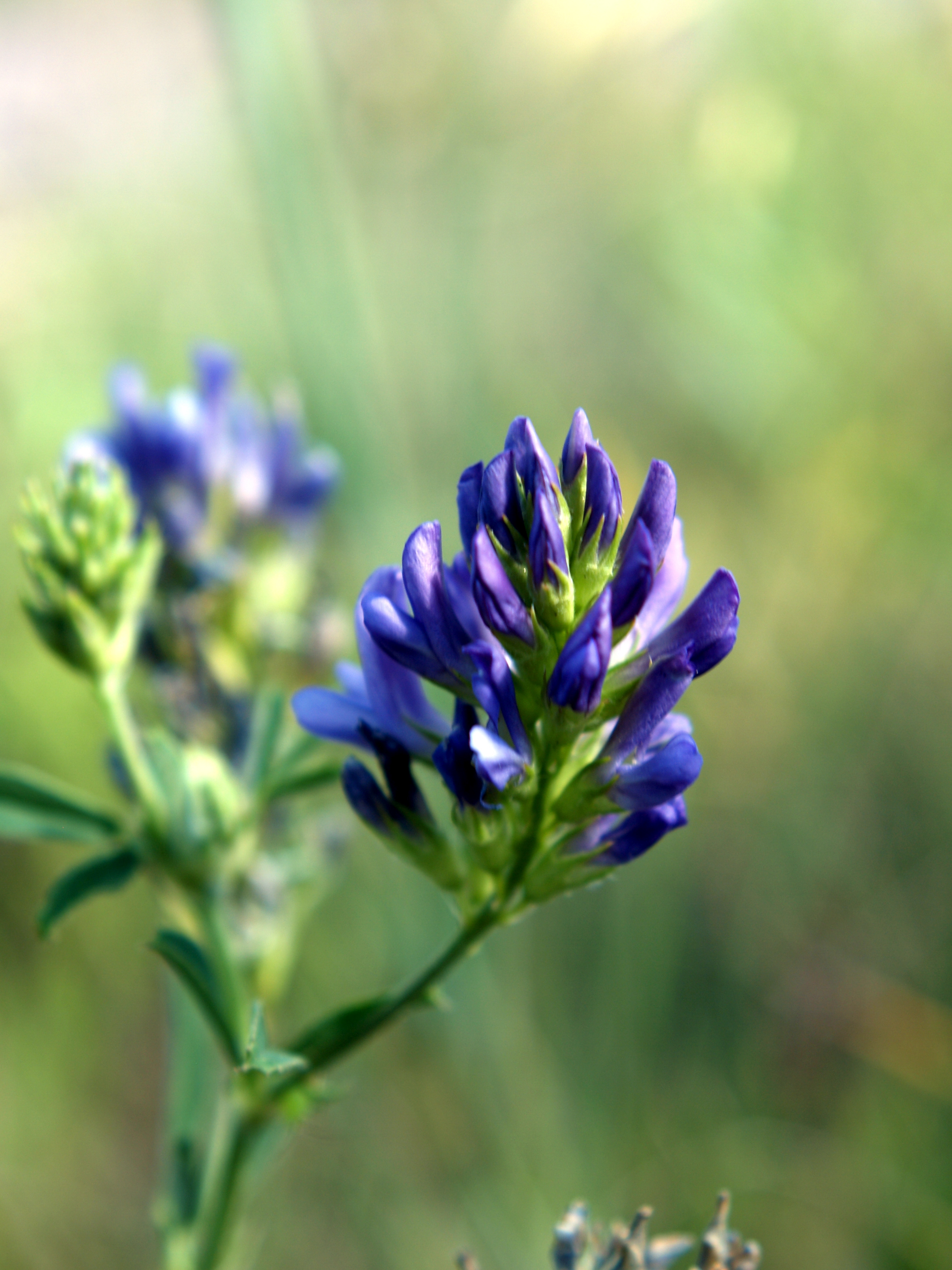
Цветок
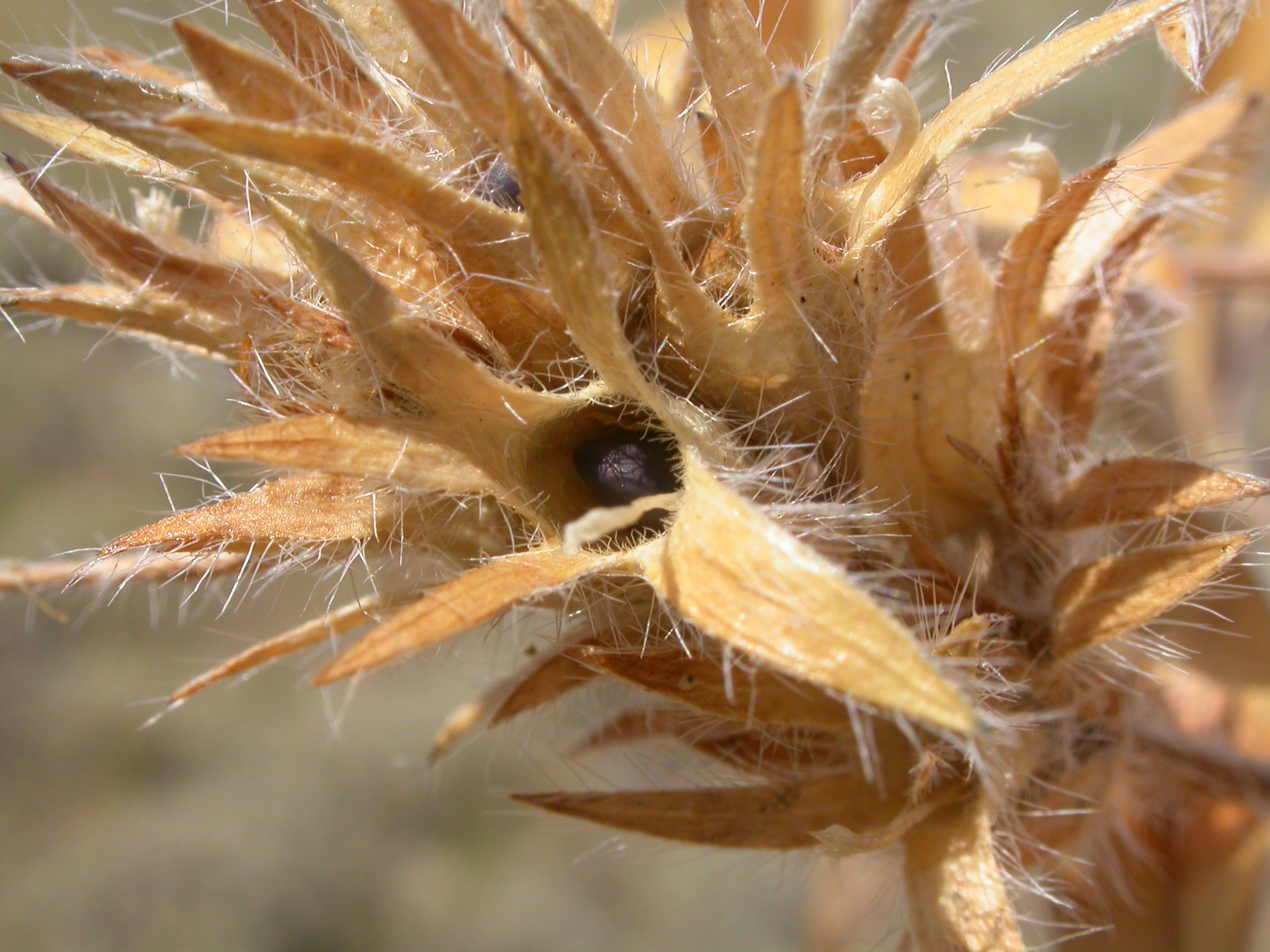
Плод
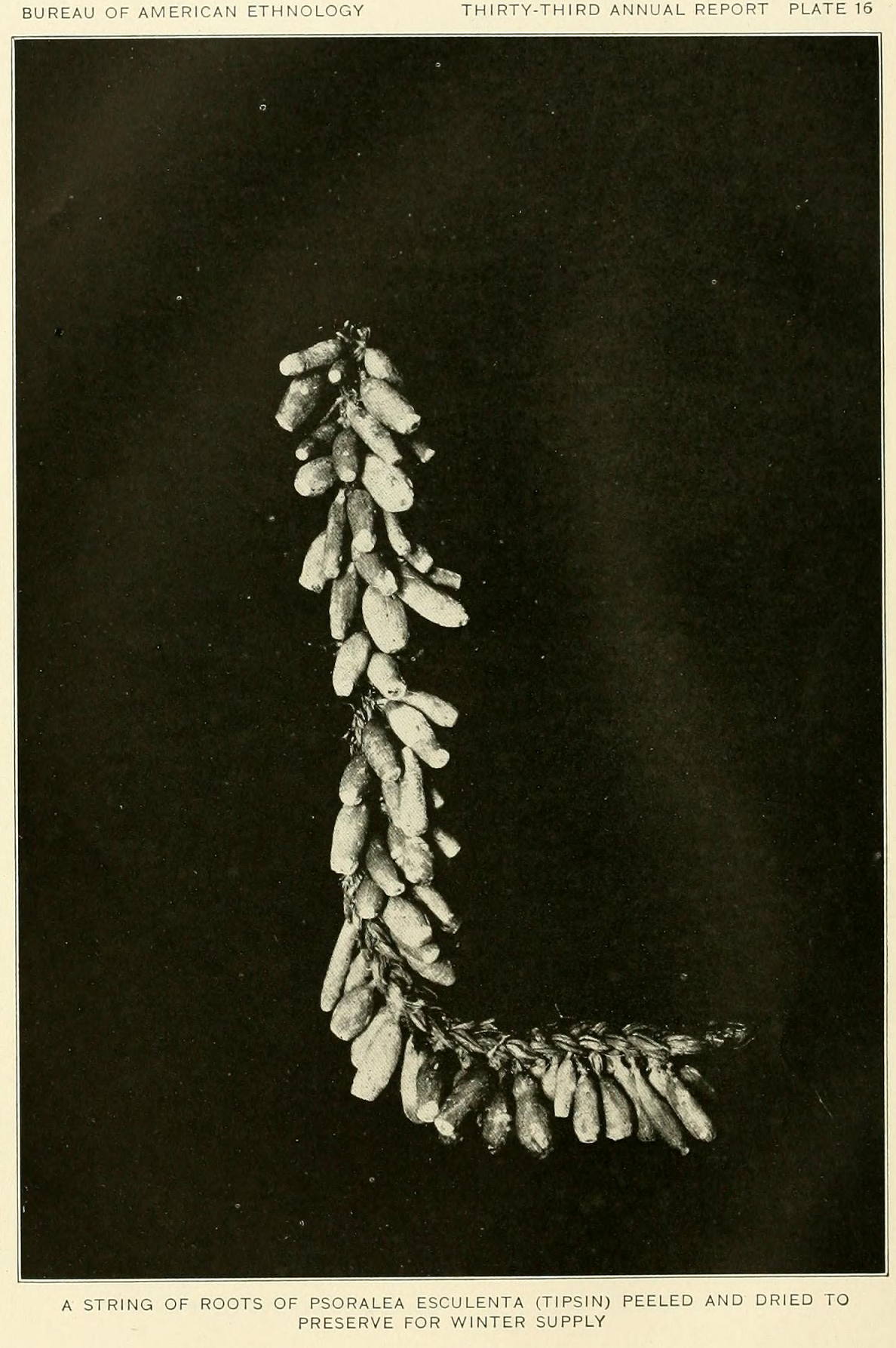
Корнеплод